# Лебедев, Николай Северьянович
Николай Северьянович Лебедев (1919—1992) — Гвардии старший сержант Рабоче-крестьянской Красной Армии, участник Великой Отечественной войны, Герой Советского Союза (1944).

## Биография
Николай Лебедев родился 28 августа 1919 года в селе Андреевка (ныне — в черте села Вересня Иванковского района Киевской области Украины). После окончания неполной средней школы работал на шахте. В 1939 году Лебедев был призван на службу в Рабоче-крестьянскую Красную Армию. С июля 1942 года — на фронтах Великой Отечественной войны. К августу 1944 года гвардии старший сержант Николай Лебедев командовал орудием 66-го гвардейского отдельного истребительно-противотанкового дивизиона 58-й гвардейской стрелковой дивизии 5-й гвардейской армии 1-го Украинского фронта. Отличился во время освобождения Польши.
11 августа 1944 года расчёт Лебедева принимал участие в боях под населённым пунктом Облеконь к юго-западу от Сташува, захватив мост через Вислу и отразив немецкую контратаку, уничтожив 2 танка. В том бою из всего расчёта в строю остались лишь Лебедев с наводчиком, но, несмотря на тяжёлые ранения, они продолжали сражаться, уничтожив ещё 1 танк и большое количество солдат и офицеров противника.
Указом Президиума Верховного Совета СССР от 23 сентября 1944 года гвардии старший сержант Николай Лебедев был удостоен высокого звания Героя Советского Союза с вручением ордена Ленина и медали «Золотая Звезда».
После окончания войны Лебедев был демобилизован. Проживал и работал в городе Ватутино Черкасской области, позднее переехал в город Комсомольск Полтавской области.
Был также награждён орденами Отечественной войны 1-й степени и Красной Звезды, рядом медалей.